# Sebastian Schönberger
Sebastian Schönberger (* 14. Mai 1994 in Schalchen) ist ein ehemaliger österreichischer Radrennfahrer, der im Straßenradsport aktiv war.

## Sportliche Laufbahn
Schönberger fuhr zu Beginn seiner Karriere für das ARBÖ-Radsportteam Ried im Innkreis. Ab der Saison 2013 fuhr er beim UCI Continental Team Gourmetfein Wels, für das er bei den UCI-Straßen-Weltmeisterschaften 2012 in Florenz das Mannschaftszeitfahren bestritt. Ebenfalls startete er im Jahr 2014 bei den Straßen-Weltmeisterschaften.
Im Jahr 2015 wechselte er für drei Jahre zum Tirol KTM Cycling Team. Während der Zeit bei Tirol KTM wurde er zweimal für die U23-Weltmeisterschaften nominiert. Er wurde 2015 30. und 2016 46 im Straßenrennen.
Im Jahr 2018 wechselte Schönberger zu Hrinkow Advarics Cycleang und wurde bei der Czech Cycling Tour, einem Rennen der 1. Kategorie, Fünfter der Gesamtwertung. Anschließend wechselte er zur Jahresmitte zum UCI Professional Continental Team Wilier Triestina-Selle Italia. Er bestritt im Oktober 2018 sein erstes Monument des Radsports, die Lombardei-Rundfahrt, und wurde 58.
Von 2020 bis 2022 fuhr Schönberger für das französische UCI ProTeam B&B Hotels. Bei der Weltmeisterschaft 2020 wurde er 54. im Straßenrennen. 2021 wurde er Dritter der Tour de Vendée. Er bestritt mit der Tour de France 2022 und beendete seine erste Grand Tour als 33. Im selben Jahr wurde er im Weltmeisterschaftsrennen 40.
Für die Saison 2024 bekam er keinen Vertrag mehr in der ProTour und wechselte daher zum Continental Team Felt Felbermayr. Nach dem unerwarteten Aus für das Team Felt Felbermayr beendete auch Schönberger nach der Saison 2024 seine Karriere als Radrennfahrer, um zukünftig in das Unternehmen seiner Eltern einzusteigen.

## Erfolge
2019
- Bergwertung Tour of Albania

## Grand-Tour-Platzierungen
| Grand Tour            | 2022 | 2023 |
| --------------------- | ---- | ---- |
| Giro d’ItaliaGiro     | –    | –    |
| Tour de FranceTour    | 33   | –    |
| Vuelta a EspañaVuelta | –    |      |